# Museu d'Història Natural de la Universitat d'Oxford
El Museu d'Història Natural de la Universitat d'Oxford (Oxford University Museum of Natural History), de vegades conegut simplement com a Museu de la Universitat d'Oxford, és un museu d'història natural on s'exposen molts dels exemplars d'història natural de la Universitat d'Oxford, situat a Parks Road, a Oxford (Anglaterra).
També conté un teatre de classes utilitzat per les seccions de química, zoologia i matemàtiques de la universitat. El Museu de la Universitat és l'únic accés al contigu Pitt Rivers Museum.